# Sanjama
Samjama (z sanskrytu संयम saṃyama), ściągnięcie – wewnętrzny człon dodatkowy (antaranga) jogi, opisany w trzecim rozdziale „Jogasutr” Patańdżalego „O wibhuti, czyli nadludzkich mocach”.
Sanjama to termin techniczny określający skupienie (ściągnięcie) na jednym przedmiocie świadomościowym (wisaja) trzech stanów: przykucia uwagi, kontemplacji i skupienia (patrz odpowiednio: dharana, dhjana i samadhi). Po pogłębieniu (przez sanjamę) koncentracji na przedmiocie świadomościowym nastaje światło poznania prawdy (prajñāloka).
Sanjama jest pośrednim członem dodatkowym dla jogi bez zalążka (nirbīja).